# Western Force (féminines)
Ne doit pas être confondu avec Western Force.
Actualités
La Western Force est une franchise fédérale féminine australienne de rugby à XV basée à Perth et régie par la fédération d'Australie-Occidentale. Fondée en 2017, l'équipe dispute le Super Rugby Women's organisé par la fédération australienne.

## Histoire

### Création et identité
En décembre 2017, la fédération australienne annonce le lancement d'une compétition féminine nationale : le Super W. La compétition doit débuter en mars 2018 et inclut la participation de la Western Force. L'équipe reprend le nom, les couleurs et le logo de la franchise masculine.

### Premières saisons
Dans un premier temps, l'équipe s'appelle Western Force, comme la franchise masculine. L'entraineur est Sebastian Delport, un Zimbabwéen de 29 ans qui a travaillé deux saisons avec Bristol. L'effectif compte plusieurs internationales australiennes, comme Mhicca Carter (en), Trilleen Pomare ou Rebecca Clough (en) qui revient des Worcester Warriors (en) en Angleterre. Lors de cette première saison (en), l'équipe se classe troisième, avec deux victoires et deux défaites, ce qui ne suffit pas pour disputer la finale.
En 2019 (en), l'équipe change de nom et devient RugbyWA (Rugby Western Australia). Elle adopte un maillot noir et or, aux couleurs de l'état d'Australie-Occidentale. La jeune Courtney Hodder (en) est forfait à la suite d'une blessure. Shannon Symon est le nouvel entraineur. Parmi les seize recrues, on retrouve la centre Ariana Hira-Herangi qui devient internationale la même année, ainsi que la mondialiste Natasha Haines. Mais l'équipe ne remporte qu'une rencontre sur quatre.
En 2020 (en), Sebastian Delport revient aux commandes, assisté de Callum Payne, Christain Cano et Wayne Walden. L'effectif est largement modifié et rajeuni, et si l'objectif principal est de former des joueuses pour les Coupes du monde 2021 et 2025, les ambitions affichées sont également d'améliorer les résultats. Mais la tendance négative se prolonge, avec quatre défaites en quatre matchs.
La saison 2021 (en) prend des allures de nouveau départ : d'abord l'équipe reprend son nom d'origine, la franchise de Perth s'appelle à nouveau Western Force. Logo et couleurs sont les mêmes pour les équipes féminine et masculine. Wayne Walden est ensuite promu entraineur. Callum Payne fait toujours partie de l'encadrement, et s'y ajoutent Junior Muna et la jeune retraitée Natashia Haines (9 sélections). L'organigramme s'étoffe avec la création d'un poste de manager, confié à Beth Whaanga. Hélas, après un match nul 17-17 contre l'éphémère President's XV, la Western Force se retire de la compétition au vu de la pandémie de Covid-19. La franchise ne veut pas prendre le risque de voir son effectif bloqué à l'autre bout du pays alors que chacun a des obligations professionnelles et/ou familiales.

### 2022, un nouveau départ
Pour 2022 (en), la Western Force se lance dans la mise sous contrat des joueuses qui sont désormais rémunérées. Les contrats sont d'ailleurs rendus publics, ce qui est rare. Ainsi les joueuses reçoivent 900 € par semaine pendant les sept semaines de compétition, 180 € par victoire, 60 € pour une défaite, et une prime de 3 000 € en cas de sélection avec les Wallaroos. Wayne Walden déclare viser la phase finale, à plus ou moins long terme. L'encadrement s'étoffe encore avec Hayden Crogham et Desmond Taurima. L'effectif est considérablement étoffé, passant de 26 à 39 joueuses. Mais comme en 2020, l'équipe essuie quatre défaites en autant de rencontres. Le dernier match face aux Melbourne Rebels a été annulé pour cause de cas de Covid-19.
En 2023 (en), la franchise nomme un nouvel entraineur : Matt Hodgson, ancien Wallaby mais entraineur débutant. Il fait également office de manager général. La professionnalisation se poursuit avec le recrutement de joueuses étrangères comme l'internationale fidjienne Raijieli Laqeretabua (en), sacrée en 2022 avec les Fijiana Drua après quatre saisons en Angleterre, ou la Néo-Zélandaise Martha Mataele qui vient de remporter le Super Rugby Aupiki avec Matatū. Arrivent aussi deux Japonaises du Tokyo Sankyu Phoenix, Yuna Sato et Natsuki Kashiwagi. Katie Barnes est également rapatriée d'Angleterre où elle a porté les couleurs des Saracens, tout comme Michaela Leonard qui jouait aux Exeter Chiefs. Après deux défaites d'entrée et quatre ans sans gagner, la Force remporte sa première victoire depuis mars 2019, sur le terrain des Melbourne Rebels. L'équipe termine à la cinquième place.
À l'orée de la saison 2024, Matt Hodgson quitte ses fonctions d'entraineur pour se concentrer sur son poste de manager général. Dylan Parsons, qui dirigeait le centre de formation depuis 2020, est nommé entraineur principal. Il bénéficie d'un contrat à temps plein. À nouveau l'équipe se renforce avec entre autres Emilya Byrne (Queensland Reds), Rosie Ebbage (Waratahs), Sheree Hume (Otago) ainsi que plusieurs internationales étrangères, Sara Cline (Canada), Hinata Komaki (Japon), Alanis Toia (Samoa), Haylee Hifo (Tonga). La franchise propose également des contrats à deux joueuses issues du centre de formation, Rosie McGehan (19 ans) et Zoe Gillard (22 ans). Pour la première fois, la Force boucle la saison sur un bilan positif (trois victoires pour deux défaites) et dispute une demi-finale ; elles s'inclinent (25-14) sur le terrain des tenantes du titre fidjiennes. À l'issue de la compétition, la nouvelle sélectionneuse Joanne Yapp convoque Michaela Leonard et Trilleen Pomare pour préparer la Pacific Four Series, ainsi que les deux néophytes Hera-Barb Malcolm Heke et Samantha Wood.
En 2025, l'équipe est renforcée par Ashley Marsters (Rebels), Cecilia Smith (Reds), Allana Sikimeti (Brumbies), Sera Naiqama (Waratahs), Samantha Treherne (Rebels) et Taylor Waterson, de retour de Nouvelle-Zélande où elle a joué sous les couleurs des Manawatu Cyclones en Farah Palmer Cup. L'effectif accueille également deux Japonaises : Mio Yamanaka (Mie Pearls) et Megumi Takagi (Tokyo Sankyu Phoenix).

## Palmarès

### Bilan par saison
| Saison    | Classement | pts     | MJ      | G       | N       | P       | PM      | PE      | Dif.    | B       | Phase finale                                |
| --------- | ---------- | ------- | ------- | ------- | ------- | ------- | ------- | ------- | ------- | ------- | ------------------------------------------- |
| 2018 (en) | 3e         | 10      | 4       | 2       | 0       | 2       | 154     | 87      | +67     | 2       | non qualifié                                |
| 2019 (en) | 4e         | 5       | 4       | 1       | 0       | 3       | 53      | 86      | -33     | 1       | non qualifié                                |
| 2020 (en) | 5e         | 2       | 4       | 0       | 0       | 4       | 41      | 184     | -143    | 2       | non qualifié                                |
| 2021 (en) | forfait    | forfait | forfait | forfait | forfait | forfait | forfait | forfait | forfait | forfait | non qualifié                                |
| 2022 (en) | 6e         | 0       | 4       | 0       | 0       | 4       | 57      | 146     | -89     | 0       | non qualifié                                |
| 2023 (en) | 5e         | 8       | 5       | 2       | 0       | 3       | 77      | 132     | -55     | 0       | non qualifié                                |
| 2024      | 3e         | 13      | 5       | 3       | 0       | 2       | 124     | 126     | -2      | 1       | Demi-finale (14-25 contre les Fijiana Drua) |
| 2025      | 4e         | 7       | 4       | 1       | 1       | 2       | 107     | 133     | -26     | 1       | Demi-finale (17-54 contre les Waratahs)     |